# Бутырин, Дмитрий Александрович
Дмитрий Александрович Бутырин (11 июня 1933 — 26 марта 2010) — советский архитектор, эксперт в области архитектуры, председатель секции реставраторов петербургского отделения Союза архитекторов, многолетний член президиума ВООПИК.

## Биография
Родился в Ленинграде. Занимался в изостудии Дворца пионеров (1947—1951 гг.) у М. А. Гороховой.
В 1957 году Бутырин окончил Ленинградский инженерно-строительный институт. С 1991 года и до своей кончины работал в архитектурно-проектной мастерской Игоря Солодовникова. С 1969 года он принят в Союз архитекторов, член правления Союза, председатель совета по архитектурному и историческому наследию, председатель секции реставрации при Союзе архитекторов.
В 1990-х годах Дмитрий Бутырин был архитектором-реставратором Большого Меншиковского дворца в Ораниенбауме, руководил проектом создания Мемориальной библиотеки князя Г. В. Голицына в рамках взаимодействия благотворительного фонда «Голицын — Петербургу» и библиотеки имени Маяковского.
С 1970-х годов Дмитрий Александрович активно разрабатывал проект воссоздания храма Успения на Сенной, с 1988 года он активно работал работал с вопросами, связанными с новыми решениями Сенной площади. Он был активным участником сбора подписей за восстановление храма. Проект пользовался поддержкой горожан, было собрано около 15 тысяч подписей, которые передали администрации Санкт-Петербурга. В начале 2000-х годов проект был подписан главным архитектором Санкт-Петербурга Олегом Харченко, было получено разрешение Комитета по государственному контролю, использованию и охране памятников и благословение митрополита Владимира. Были собраны все необходимые для реализации проекта подписи. Храм пока не восстановлен, но в память о взорванной церкви на Сенной площади в 2003 году построена часовня.
В противовес этому проекту был создан проект по созданию мечети на площади. Бутырин активно выступал против реализации этого проекта.
После середины 1990-х Бутырин активно занимался вопросами истории и реставрации других петербургских православных храмов.
- Пытался добиться воссоздания церкви Святой Троицы на Троицкой площади на том месте, где установлен макет часовни[3].
- Разработал проект воссоздания церкви Спас на водах, а также проект часовни. Часовня построена, храм возможно будет построен[3].

В 2007 году архитектор участвовал в марше в защиту Петербурга, он считается автором фразы «за всю войну на Невском проспекте были разрушены только два дома, а за последние годы — шесть», которая активно используется защитниками культурного наследия.
В начале 2009 года Бутырин противодействовал процессу приватизации объектов культурного наследия.
Последним проектом стало восстановление домовой церкви Юсуповского дворца.
Дмитрий Бутырин умер 26 марта 2010 года, его соратники провели в доме архитектора посмертную выставку его работ, которая открылась 28 сентября. Дополнительно планируется проведение второй посмертной выставки к годовщине смерти, а также выпуск книги, посвящённой деятельности архитектора.

## Оценка деятельности архитектора
Посмертная оценка деятельности архитектора:

Дмитрий Александрович принадлежал к когорте старой ленинградской реставрационной школы. Он был, наверное, «последним из могикан» этой школы, достижения которой особенно велики в период, когда восстанавливали разрушенное во время войны. Он был очень скромным человеком, но при этом от многих коллег его отличала удивительная твердость и бескомпромиссность при отстаивании своей позиции. Он всегда стремился максимально приблизиться к подлинному облику реставрируемого памятника. При этом всегда ратовал за воссоздание на сугубо документальной, научной основе. Такой была его позиция, когда он работал над Большим Меншиковским дворцом в Ораниенбауме, когда добивался воссоздания церкви на Троицкой площади, когда он — причем без всяких заказов и денег — работал над воссозданием храма на территории Адмиралтейского завода, построенного в память погибших моряков. Он очень много сил вложил в этот проект и добился результата, хотя на этом месте поставили только часовню. Его убежденность часто не могла реализоваться и наталкивалась на непонимание. И его нежелание идти на шаги, которые сделали бы проходимыми его проекты, делало очень трудной его жизнь…
— заместитель директора НИИ «Спецпроектреставрация», член Совета по историческому и культурному наследию Михаил Мильчик